# Ihor Łytowka
Ihor Jurijowycz Łytowka, ukr. Ігор Юрійович Литовка (ur. 5 czerwca 1988 w Nikopolu, w obwodzie dniepropetrowskim) – ukraiński piłkarz, grający na pozycji bramkarza.

## Kariera piłkarska

### Kariera klubowa
Wychowanek klubów Kołos Nikopol i Obrij Nikopol, barwy których bronił w juniorskich mistrzostwach Ukrainy (DJuFL). W 2006 rozpoczął karierę piłkarską w miejscowej drużynie Ełektrometałurh-NZF Nikopol. Podczas przerwy zimowej sezonu 2006/07 przeszedł do PFK Sewastopol. W styczniu 2009 został wypożyczony na pół roku do Tawrii Symferopol. Po rozformowaniu klubu w maju 2014 opuścił Krym, a już 31 lipca zasilił skład Olimpika Donieck. Po zakończeniu sezonu 2014/15 opuścił doniecki klub. 2 marca 2016 podpisał kontrakt z łotewskim Riga FC. Po wygaśnięciu kontraktu w grudniu 2016 opuścił łotewski klub. 1 lutego 2018 zasilił skład Desny Czernihów.

## Sukcesy i odznaczenia

### Sukcesy klubowe
- mistrz Ukraińskiej Pierwszej Ligi: 2010, 2013
- mistrz Ukraińskiej Drugiej Ligi: 2007